# Philipp Kalweit
Sven Philipp Kalweit (* 2000) ist ein deutscher Unternehmer, Hacker und IT-Sicherheits-Berater.

## Leben
Kalweit wuchs in Hannover (anderen Quellen nach in Buchholz in der Nordheide) als Sohn einer alleinerziehenden philippinischen Mutter auf. Im Alter von neun Jahren bekam er zum ersten Mal Zugriff auf einen gebrauchten PC, nachdem er sich den Bildschirm dafür mit eigenen Mitteln ersparte. Autodidaktisch lernte er daraufhin mittels Büchern und dem Internet einige Programmiersprachen wie Python, C oder Assemblersprache und interessierte sich für das Hacken. Wenige Monate nachdem er den Computer das erste Mal benutzen durfte, konnte er sich durch Identifizieren der Rabatt-Code-Struktur eines Online Games eines Herstellers von Kartoffelchips so Zugriff auf begehrte Avatare verschaffen. In den folgenden Jahren konnte er sich durch Hacking Zugriff auf vertrauliche Dokumente wie z. B. technische Zeichnungen von Bombardier und ein Organigramm einer Bank verschaffen.
Im Alter von 14 Jahren erhielt Kalweit seinen ersten Auftrag zur Überprüfung und Beratung der IT-Sicherheit eines privaten Unternehmens. Durch darauf folgende Auftritte bei Konferenzen wurde er in der Branche bekannter und es entstanden mehr Aufträge. Zwei Jahre später hielt er beim Bundesamt für Sicherheit in der Informationstechnik einen Fachvortrag über Cybersicherheit(einer anderen Quelle nach schon mit 14 Jahren). Es entstand eine nicht mehr tragbare Doppelbelastung aus Schule und Aufträgen, weshalb Kalweit sich entschloss, ein Unternehmen zu gründen, um Mitarbeiter anzustellen. Mit 16 Jahren beantragte er die vorzeitige Geschäftsfähigkeit und bekam sie als zweitjüngster in Deutschland zugesprochen.
Ende 2017 gründete er die heutige „Kalweit ITS GmbH“, ein Unternehmen, das Beratungsleistungen rund um IT-Sicherheit anbietet. Mit einer zweistelligen Anzahl an (zum Teil freien) Mitarbeitern hat das Unternehmen heute seinen Sitz in Hamburg an der Esplanade. Das Unternehmen versucht nach eigenen Angaben günstiger zu sein, als die Konkurrenz, bzw. mit seinen Preisen für viele Kunden zugänglich zu sein, jedoch nie standardisiert bei den Penetrationstests vorzugehen. Nach Medienberichten berät das Unternehmen eine Vielzahl von Unternehmen wie Banken, Finanzdienstleister und Unternehmen aus dem Gesundheitsbereich.
Kalweit tritt außerdem häufig als Speaker bei Fach- und Publikumskonferenzen auf. Unter anderem trat er bei der Re:publica, der TINCON und dem 31C3 auf. Nach eigenen Angaben möchte er so sowohl das Image von Hackern als auch die Einstellung zur IT-Sicherheit ändern.
Das Forbes Magazin listete ihn 2019 in der jährlichen deutschsprachigen Liste der Forbes 30 Under 30. Ebenfalls 2019 (im Februar) kürte ihn die in Hamburg erscheinende Wochenzeitung Die ZEIT zum „Hamburger des Monats“. Zusammen mit Amnesty International, Bitkom, dem LKA NRW, dem Forum Freies Theater und anderen unterzeichnete er 2017 das Impulspapier, das im Rahmen des BSI-Projekts „Digitale Gesellschaft: smart & sicher“ erstellt wurde. Im Rahmen der medialen Berichterstattung erhält er Zuschreibungen wie „Deutschlands begehrtester Hacker“.